# Thomas Kastenmaier
Thomas Kastenmaier (ur. 31 maja 1966 w Monachium) – piłkarz niemiecki.

## Kariera sportowa
Kastenmaier występował głównie jako prawy, ofensywny obrońca. Kilka sezonów grał też w pomocy. Nie był wybitnym piłkarzem, choć w latach dziewięćdziesiątych z pewnością należał do czołowych postaci powoli już podupadającej Borussii Mönchengladbach.
W roku 1998 z powodu przewlekłych kontuzji przedwcześnie zakończył karierę.
Początkowo Kastenmaier szkolił młodzież w Mönchengladbach. W sezonie 2005–2006 był asystentem trenera Paula Linza w drugoligowym LR Ahlen.
Sukcesy:
- Mistrz RFN: 1990
- Puchar RFN: 1995